# 渡辺公三
渡辺 公三（わたなべ こうぞう、1949年5月15日 - 2017年12月16日）は、日本の文化人類学者。学位は、文学博士（立命館大学・2003年）。元立命館大学教授・副学長。

## 略歴
東京都生まれ。1974年東京大学教養学部文化人類学卒、81年同大学院社会学研究科博士課程満期退学。
国立音楽大学助教授、立命館大学文学部教授を経て、2003年に立命館大学大学院先端総合学術研究科教授に就任。2003年「司法的同一性の誕生 市民社会における個体識別と登録」で、立命館大学より文学博士の学位を取得。

## 著書

### 単著
- 『現代思想の冒険者たち――レヴィ＝ストロース　構造』（講談社, 1996年、新装版2003年）
  - 改訂版『レヴィ＝ストロース　構造』講談社学術文庫, 2020年
- 『司法的同一性の誕生――市民社会における個体識別と登録』（言叢社, 2003年）
- 『身体・歴史・人類学 Ⅰ――アフリカのからだ』（言叢社, 2009年）
- 『身体・歴史・人類学 Ⅱ――西欧の眼』（言叢社, 2009年）
- 『闘うレヴィ＝ストロース』（平凡社新書, 2009年／増補版[3] 平凡社ライブラリー, 2019年）
- 『身体・歴史・人類学 Ⅲ――批判的人類学のために』（言叢社, 2018年）

### 共著
- （福田明男）『アフリカンデザイン――クバ王国のアップリケと草ビロード』（里文出版, 2000年）

### 共編著
- （西川長夫・ガヴァン・マコーマック）『多文化主義・多言語主義の現在――カナダ・オーストラリア・そして日本』（人文書院, 1997年）
- （西川長夫・山口幸二）『アジアの多文化社会と国民国家』（人文書院, 1998年）
- （西川長夫）『世紀転換期の国際秩序と国民文化の形成』（柏書房, 1999年）
- （小松和彦・田中雅一・谷泰・原毅彦）『文化人類学文献事典』（弘文堂, 2004年）
- （木村秀雄） 『レヴィ＝ストロース「神話論理」の森へ』（みすず書房, 2006年）
- （石田智恵・冨田敬大）『異貌の同時代　人類・学・の外へ』（以文社, 2017年）

### 訳書
- ルイ・デュモン『社会人類学の二つの理論』（弘文堂, 1977年）
- ジョルジュ・バランディエ『舞台の上の権力――政治のドラマトゥルギー』（平凡社選書, 1982年／筑摩書房［ちくま学芸文庫］, 2000年）
- ピエール・クラストル『国家に抗する社会――政治人類学研究』（水声社, 1987年）
- クロード・レヴィ＝ストロース『現代世界と人類学――第三のユマニスムを求めて』（サイマル出版会, 1988年）
  - 『レヴィ＝ストロース講義――現代世界と人類学』（平凡社ライブラリー, 2005年）。川田順造共訳、日本での講演集
- レヴィ＝ストロース『やきもち焼きの土器つくり』（みすず書房, 1990年）
- ルイ・デュモン『個人主義論考――近代イデオロギーについての人類学的展望』（言叢社, 1993年）
- ルイ・デュモン『ホモ・ヒエラルキクス――カースト体系とその意味』（みすず書房, 2001年）
- レヴィ＝ストロース『神話論理 Ⅲ――食卓作法の起源』榎本譲・福田素子・小林真紀子共訳（みすず書房, 2007年）
- レヴィ＝ストロース『神話論理 Ⅳ-2――裸の人2』吉田禎吾・福田素子・鈴木裕之・真島一郎共訳（みすず書房, 2010年）
- クロード・レヴィ=ストロース『大山猫の物語』（みすず書房, 2016年）。監訳、福田素子・泉克典訳
- クロード・レヴィ=ストロース『仮面の道』（ちくま学芸文庫, 2018年）。新潮社版（山口昌男・渡辺守章訳）を補訳
- クロード・レヴィ=ストロース『われらみな食人種（カニバル） レヴィ＝ストロース随想集』（創元社, 2019年）。監訳、泉克典訳
- クロード・レヴィ=ストロース『人種と歴史』（みすず書房, 2019年）。他に「人種と文化」三保元・福田素子訳

## 論文
- <渡辺公三